# 西村佳苗子
西村 佳苗子（にしむら かなこ、Kanako Nishimura）は、日本の美容師、ヘアメイクアップアーティスト。WEST FURIE Hair & Make代表。
日本だけでなく海外も含め、数多くの映画やドラマ、CMの撮影現場でヘアメイクを担当。
HBO Max制作のドラマシリーズ「TOKYO VICE」ではヘアメイク統括を勤め、監督のマイケル・マンや主演のアンセル・エルゴートからの信頼を得る。

## 人物・来歴
京都撮影所にて数々の時代劇・明治 〜昭和の時代物の作品に携わり、東京へ活動の場を広げる。
1995年、岡本喜八監督「EAST MEETS WEST 」でアメリカロケに同行。
1996年、東陽一監督「絵の中の僕の村」(ベルリン国際映画祭銀熊賞受賞作品)にヘアメイクとして参加。これらの活動により、同年ヘアメイクとして初の文化庁芸術家在外研修員として渡米。滞在中にカリファルニア州コスメトロジーの免許を修得し、米国でのインディーズ映画、CM、PVなどに携わる。帰国後、東京に拠点を移し 映画では 渡辺謙主演「沈まぬ太陽」日本アカデミー賞最優秀賞受賞作、「はやぶさー遙かなる帰還」や黒沢清監督「クイーピー偽りの隣人」、本木克英監督「空飛ぶタイヤ」、白石和彌監督「孤狼の血level2」他、多数の作品でヘアメイクとして活躍。
近年ではヘアメイクHODを務めたハリウッド作品マイケル・マン監督「TOKYO VICE」が2022年公開予定されている。
ロサンゼルスのJAPAN HOUSE（外務省が日本文化などの対外発信の強化のため、世界3都市に設置した対外発信拠点）が行ったマイケル・マンのインタビュー内で、マイケルに”カナコ・ニシムラは、私が働いた中でも素晴らしいヘアメイクアップアーティストの一人だ"と絶賛された。

## 担当(ヘアメイク)

### 映画
- 陽炎（1991年）
- 女殺し油の地獄（1992年）
- 豪姫（1992年）
- 子連れ狼 ーその小さき手にー（1993年）
- お引越し（1993年）
- RANPO（1994年）
- EAST MEET WEST（1995年）
- 絵の中の僕の村（1996年）
- 漂流街（2000年）
- バルトの楽園（2006年）
- 大奥（2006年）
- 犬と私の10の約束（2008年）
- K-20 怪人二十面相・伝（2008年）
- プライド（2009年）
- DROP（2009年）
- 沈まぬ太陽（2009年、若松節朗監督）
- 君が踊る、夏（2010年）
- はやぶさ　ー遥かなる帰還ー（2011年）
- おかえり、はやぶさ（2011年）
- ホタルノヒカリ（2012年）
- 好きっていいなよ（2014年）
- サンブンノイチ（2014年）
- パトレーバー ネクストジェネレーション（2015年）
- 王妃の館（2015年）
- クリーピー（2016年）
- 破門 ふたりのヤクビョウガミ（2017年）
- 相棒 劇場版Ⅳ（2017年）
- 空飛ぶタイヤ（2018年）
- ラスト・ホールド（2018年、真壁幸紀監督）
- 孤狼の血 LEVEL2（2021年、	白石和彌監督）
- 大コメ騒動（2021年、本木克英監督）
- シャイロックの子供たち（2023年、本木克英監督）

### ドラマ
- 赤い月（2004年、テレビ東京、高島礼子主演）高島礼子専属
- 遠まわりの雨（2010年、日本テレビ、渡辺謙主演）
- 旅する夫婦（2010年、TBS、伊藤蘭主演）伊藤蘭専属
- 罪と罰 A Falsified Romance（2012年、WOWOW、高良健吾主演）
- 尾根のかなたに〜父と息子の日航機墜落事故〜（2012年、WOWOW、松坂桃李主演、2012年度文化庁芸術祭優秀賞受賞）
- 相棒13（2014年、テレビ朝日、水谷豊主演）
- 京都人の密かな愉しみ（2015年、NHK BSプレミアム）シャーロット・ケイト・フォックス専属
- 大奥 (フジテレビの時代劇)第一部〜最凶の女〜（2016年、フジテレビ、沢尻エリカ主演）沢尻エリカ専属
- 海の見える理髪店（2022年、NHK）
- TOKYO VICE（2022年、HBO Maxオリジナル、WOWOW、マイケル・マン監督）

### CM
IBM、クラレ、サンスター、ルートインホテル、アサヒシューズ ほか

### アーティスト
- ジェマ・ワード
- シャーロット・ケイト・フォックス
- アニー・リーボヴィッツ

### 講師
- 東京モード学園（2004年、特別講師）
- 名古屋学芸大学（2004年、特別講義）